# Яуфман, Андрей Романович
Андрей Романович Яуфман (род. 2 февраля 1966, Новосибирск) — советский, немецкий хоккеист, нападающий. Немецкий, российский тренер.

## Биография
Воспитанник новосибирской «Сибири». С сезона-1983/84 — игрок команды второй лиги «Машиностроитель» Новосибирск. 30 апреля 1984 года провёл свой единственный матч в чемпионате СССР, выйдя в домашнем матче «Сибири» против ЦСКА (0:10). В сезоне-1985/86 играл за «Машиностроитель» во второй лиге и за «Сибирь» в первой лиге, следующие два сезона провёл в «Сибири». Три сезона отыграл в первой лиге за омский «Авангард», после чего уехал в Германию, где играл за различные клубы до 2004 года.
Тренер в молодёжной команде «Битигхайм Стилерз» (2004—2008). Главный тренер фарм-клуба «Франкфурт Лайонс» (2008—2010). Главный тренер команды 4-й немецкой лиги «Лёвен Франкфурт» (2010/11). Тренер в команде чемпионата Казахстана «Барыс-2» / «Номад» Астана (2012/13 — 2013/14). В сезоне-2014/15, до 14 февраля — главный тренер команды МХЛ «Сибирские снайперы», затем — тренер команды «Мангейм» U19. Тренер «Номада» (2015/16). Главный тренер команд «Хайльброннер» U19 (2017/18, до октября), «Лаутербах 2012» (2018/19), «Дармштадт» U20 (2021/22). Тренер команды чемпионата Казахстана «Алматы» (2023/24, до 30 января)